# Freedom bird (Lewis & Clarke)
Freedom bird is een single van de Amerikaanse band The Lewis & Clarke Expedition. Het werd uitgebracht in 1967 en verscheen ook in Europa. Daarnaast verscheen het datzelfde jaar op hun elpee The Lewis & Clarke Expedition (ook Earth, air, fire and water). Op de B-kant staat het nummer Destination unknown dat eveneens op deze elpee te vinden is.
Freedom bird werd geschreven door Michael Martin Murphey (Travis Lewis) en Boomer Castleman (Boomer Clarke) en valt binnen het genre sunshine pop.
De Nederlandse band The Cats nam het nummer op voor hun elpee Colour us gold en daarna nog meerdere keren op verzamelalbums en het album The rest of... dat in 1994 uitkwam tijdens een kortstondige comeback van de band en waarop hoofdzakelijk eerder verschenen werk te vinden is.
Een andere cover is van de Zweedse zanger Harpo (Jan Torsten Svensson) die het uitbracht op zijn elpee Movie Star uit 1976.